# (11123) Aliciaclaire
(11123) Aliciaclaire est un astéroïde de la ceinture principale.

## Description
(11123) Aliciaclaire est un astéroïde de la ceinture principale. Il fut découvert le 8 septembre 1996 à Haleakala par le programme NEAT. Il présente une orbite caractérisée par un demi-grand axe de 2,67 UA, une excentricité de 0,12 et une inclinaison de 1,7° par rapport à l'écliptique.

## Compléments